# Alec Guinness
 For alternative betydninger, se Guinness (flertydig). (Se også artikler, som begynder med Guinness)
Sir Alec Guinness, CH, CBE (født 2. april 1914, død 5. august 2000) var en Oscar og Tony Award-vindende engelsk skuespiller.
Han modtog en Oscar for sin rolle i filmen Broen over floden Kwai

## Filmografi
- Evensong (1934)
- Store forventninger (1946)
- Oliver Twist (1948)
- Kind Hearts and Coronets (1949)
- A Run for Your Money (1949)
- Last Holiday (1950)
- The Mudlark (1950)
- The Lavender Hill Mob (1951)
- The Man in the White Suit (1951)
- The Card (1952)
- The Square Mile (1953) (short subject) (fortæller)
- Malta Story (1953)
- The Captain's Paradise (1953)
- Father Brown (1954)
- The Stratford Adventure (1954) (short subject) (fortæller)
- Rowlandson's England (1955) (short subject) (fortæller)
- To Paris with Love (1955)
- The Prisoner (1955)
- The Ladykillers (1955)
- The Swan (1956)
- Broen over floden Kwai (1957)
- All at Sea (1957)
- The Horse's Mouth (1958) (også skrevet)
- Our Man in Havana (1959)
- The Scapegoat (1959)
- Tunes of Glory (1960)
- A Majority of One (1962)
- HMS Defiant (1962)
- Lawrence of Arabia (1962)
- The Fall of the Roman Empire (1964)
- Pasternak (1965) (short subject)
- Situation Hopeless... But Not Serious (1965)
- Doktor Zivago (1965)
- Hotel Paradiso (1966)
- The Quiller Memorandum (1966)
- The Comedians in Africa (1967) (short subject)
- The Comedians (1967)
- Cromwell (1970)
- Scrooge (1970)
- Brother Sun, Sister Moon (1972)
- Hitler: The Last Ten Days (1973)
- Murder by Death (1976)
- Star Wars Episode IV: A New Hope (1977)
- The Star Wars Holiday Special (1978) (flashbacks) (stock footage from A New Hope)
- Tinker, Tailor, Soldier, Spy (1979) (TV)
- Star Wars Episode V: The Empire Strikes Back (1980)
- Raise the Titanic (1980)
- Smiley's People (1982) (TV)
- Lovesick (1983)
- Star Wars Episode VI: Return of the Jedi (1983)
- A Passage to India (1984)
- Monsignor Quixote (1985) (TV)
- Little Dorrit (1988)
- A Handful of Dust (1988)
- Kafka (1991)
- A Foreign Field (1993)
- Mute Witness (1994)